# Parc provincial de Frenchman's Cove
Le parc provincial de Frenchman's Cove (anglais : Frenchman's Cove Provincial Park) est un parc provincial de Terre-Neuve-et-Labrador (Canada) située à Frenchman's Cove. Le parc de 51 ha a été créé en 1970. Il comprend un terrain de camping de 76 sites et un terrain de golf de 9 trous.